# Spud Webb
Anthony Jerome "Spud" Webb (ur. 13 lipca 1963 w Dallas) – amerykański koszykarz, grający na pozycji rozgrywającego (ok. 168 cm wzrostu), który spędził większość kariery w NBA.
Mimo niewielkiego wzrostu w 1986 wygrał NBA Slam Dunk Contest, popisując się wspaniałym wyskokiem i pokonując faworyta, kolegę z drużyny, Dominique Wilkinsa. Został najniższym zwycięzcą oraz uczestnikiem konkursu w całej historii NBA.
Wybrany w drafcie 1985 przez Detroit Pistons, Spud większość swej kariery NBA spędził grając kolejno w klubach Atlanta Hawks (6 sezonów) i Sacramento Kings (4 sezony). Trzy ostatnie sezony spędził w Minnesota Timberwolves, Scaligera Verona (Włochy, tylko 3 mecze) i Orlando Magic (4 mecze). Karierę zakończył w 1998.
Swoich sił próbował ponownie podczas konkursów wsadów w 1988 i 1989. W 1989 wygrał pierwszą rundę, ale w półfinale uplasował się na trzeciej pozycji, za Kenny Walkerem oraz Clyde'm Drexlerem. To samo miejsce zajął w klasyfikacji ogólnej zawodów.
Rozegrał w lidze 814 meczów, zdobywając średnio 9,9 pkt i zaliczając 5,3 asyst.
W 2006 Webb przygotowywał do konkursu wsadów zawodnika New York Knicks – Nate Robinsona. Mierzący 175 cm Robinson wygrał ten konkurs, stając się drugim obok Spuda triumfatorem liczącym poniżej 180 cm wzrostu.
Spud Webb był trzecim najniższym koszykarzem w historii NBA (niżsi byli Muggsy Bogues i Earl Boykins).
W 1996 wystąpił w filmie Eddie.

## Osiągnięcia
NJCAA
- Mistrz National Junior College Athletic Association (NJCAA – 1982)[4]
- MVP turnieju NJCAA regionu V (1982)[5]
- Laureat Bud Obee Most Outstanding Small Player Award (1982)[5]
- Zaliczony do składu NJCAA All-American (1983)[6]

NCAA
- Uczestnik rozgrywek Elite Eight turnieju NCAA (1985)
- Mistrz sezonu zasadniczego konferencji Atlantic Coast (1985)

NBA
- Zwycięzca konkursu wsadów NBA (1986)[7]
- Lider NBA w skuteczności rzutów wolnych (1995)[8]
- 3-krotny uczestnik konkursu wsadów podczas NBA All-Star Weekend (1986, 1988 – 7. miejsce, 1989 – 3. miejsce)[2]